# Pirkko Helenius
Pirkko Kaarina Helenius (née le 7 juin 1951 à Helsinki) est une athlète finlandaise spécialiste du saut en longueur. Affiliée au Helsingin Kisa-Veikot, elle mesure 1,69 m pour 57 kg.

## Biographie

### Palmarès
| Date | Compétition           | Lieu | Résultat | Performance |
| ---- | --------------------- | ---- | -------- | ----------- |
| 1974 | Championnats d'Europe | Rome | 3e       | 6,59 m      |

### Records
| Épreuve          | Épreuve   | Performance | Lieu  | Date             |
| ---------------- | --------- | ----------- | ----- | ---------------- |
| Saut en longueur | Plein air | 6,59 m      | Rome  | 3 septembre 1974 |
| Saut en longueur | Salle     | 6,27 m      | Turku | 2 mars 1974      |